# Гудрич (Вісконсин)
Гудрич (англ. Goodrich) — місто (англ. town) в США, в окрузі Тейлор штату Вісконсин. Населення — 460 осіб (2020).

## Демографія
Згідно з переписом 2010 року, у місті мешкало 510 осіб у 188 домогосподарствах у складі 144 родин. Було 243 помешкання
Расовий склад населення:
| - 100,0 % — білих |

До двох чи більше рас належало 0,0 %. Частка іспаномовних становила 0,2 % від усіх жителів.
За віковим діапазоном населення розподілялося таким чином: 24,5 % — особи молодші 18 років, 63,9 % — особи у віці 18—64 років, 11,6 % — особи у віці 65 років та старші. Медіана віку мешканця становила 40,6 року. На 100 осіб жіночої статі у місті припадало 109,9 чоловіків;  на 100 жінок у віці від 18 років та старших — 105,9 чоловіків також старших 18 років.
Середній дохід на одне домашнє господарство  становив 61 130 доларів США (медіана — 56 000), а середній дохід на одну сім'ю — 67 328 доларів (медіана — 59 722). Медіана доходів становила 42 500 доларів для чоловіків та 34 167 доларів для жінок. За межею бідності перебувало 11,5 % осіб, у тому числі 22,9 % дітей у віці до 18 років та 6,3 % осіб у віці 65 років та старших.
Цивільне працевлаштоване населення становило 258 осіб. Основні галузі зайнятості: виробництво — 24,8 %, освіта, охорона здоров'я та соціальна допомога — 14,7 %, будівництво — 9,7 %, сільське господарство, лісництво, риболовля — 9,7 %.